# Gmina Koceljeva
Gmina Koceljeva (serb. Opština Koceljeva / Општина Коцељева) – gmina w Serbii, w okręgu maczwańskim. W 2018 roku liczyła 11 844 mieszkańców.